# 石渓駅 (ソウル特別市)
石渓駅（ソッケえき）は大韓民国ソウル特別市蘆原区月渓洞にある、韓国鉄道公社とソウル交通公社の駅。

## 利用可能な鉄道路線
韓国鉄道公社　　
 京元電鉄線（1号線） - 駅番号は120
ソウル交通公社　　
 6号線 - 駅番号は644

## 歴史
- 1985年1月14日 - 鉄道庁（当時）京元電鉄線の駅として開業。
- 2000年8月7日 - ソウル特別市都市鉄道公社（当時）6号線の駅が開業。乗換駅となる。
- 2002年12月15日 - 京元電鉄線のホームの拡張工事のため、下り（仁川方面）のホームを移動。
- 2004年 - 京元電鉄線のホーム拡張工事完了。
- 2005年
  - 1月1日 - 鉄道庁の上下分離とともに公社化され、京元電鉄線は韓国鉄道公社の駅になる。
  - 12月15日 - 龍山～城北間系統廃止。
- 2017年5月31日 - ソウル特別市都市鉄道公社とソウルメトロが統合され、6号線はソウル交通公社の駅となる。

## 駅構造

### 韓国鉄道公社

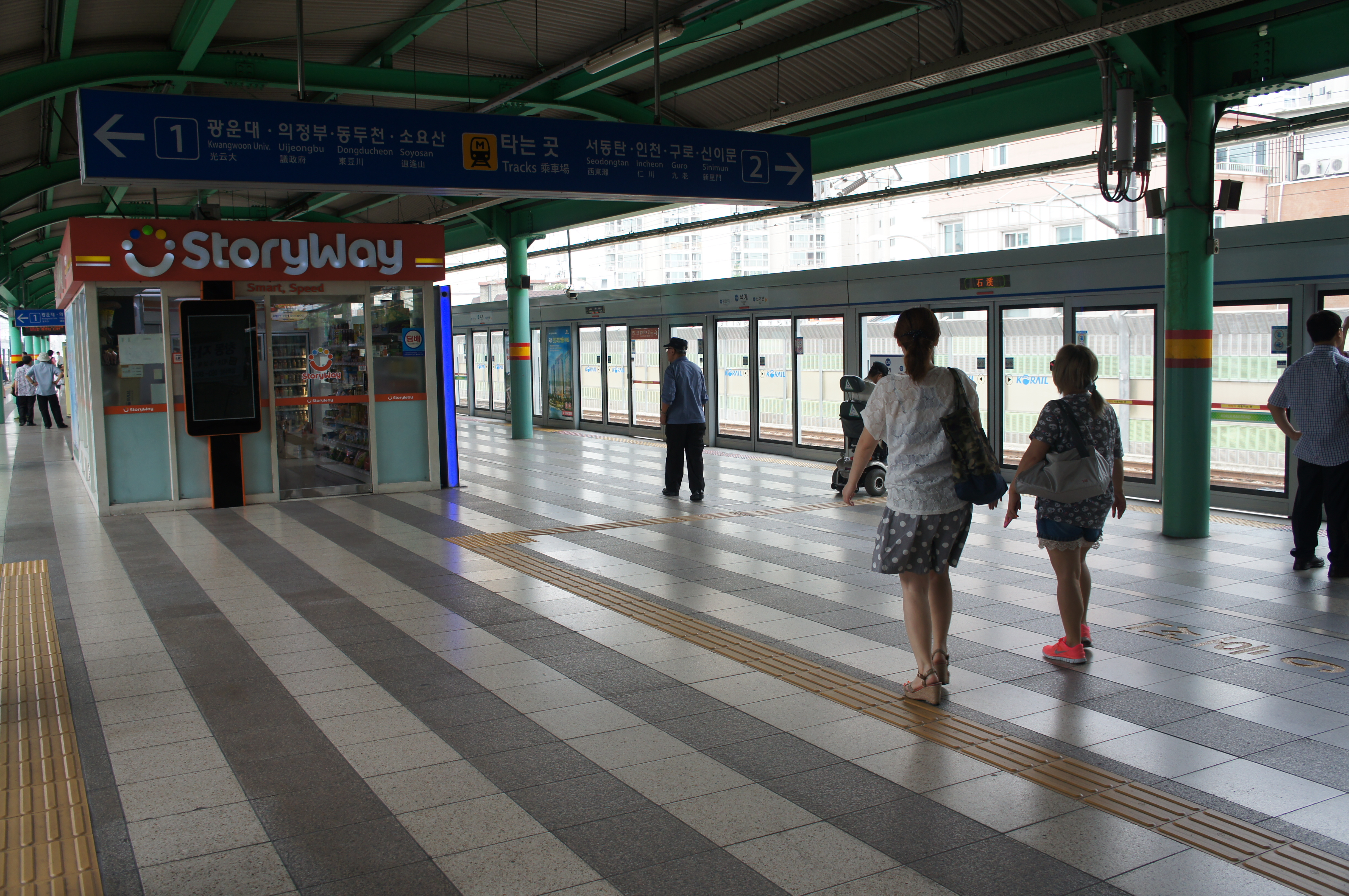
プラットホーム

島式ホーム1面2線を有する地上駅。フルスクリーンタイプのホームドアが設置されている。2004年にホームの拡張工事が行われたため、ホームの幅がかなり広い。
駅東側を忘憂線が並走しているが、忘憂線にホームはなく、同線を経由する京春線の電車は停車しない。
改札口は1ヶ所ある。

#### のりば
| 1 | 京元電鉄線（1号線） | 光云大・議政府・東豆川・逍遥山方面 |
| 2 | 京元電鉄線（1号線） | 清凉里・ソウル駅・仁川・西東灘方面 |

### ソウル交通公社

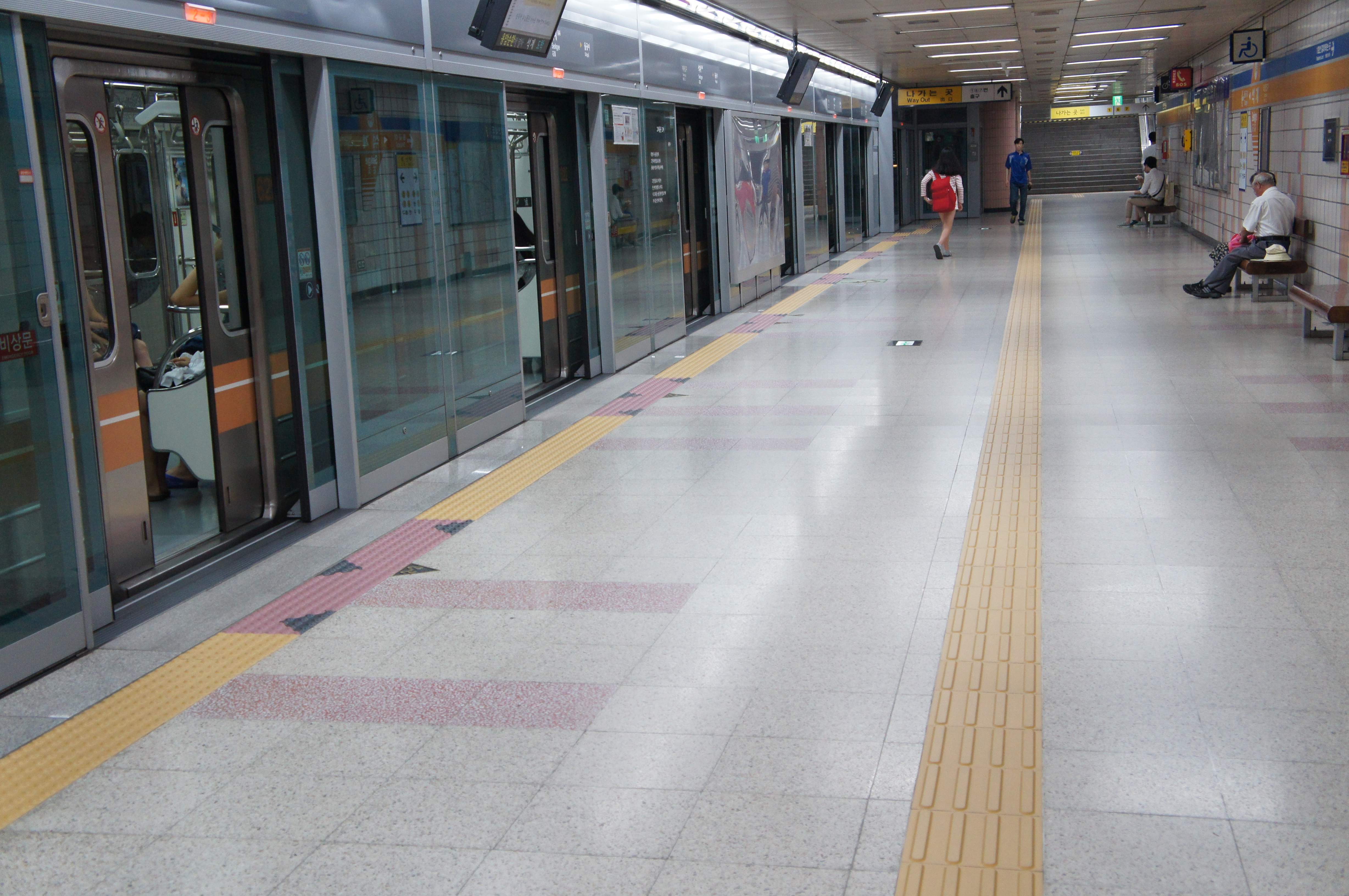
プラットホーム

相対式ホーム2面2線を有する地下駅で、フルスクリーンタイプのホームドアが設置されている。
改札口は3ヶ所、化粧室は改札内に1ヶ所ある。

#### のりば
| 上り | 6号線 | 東廟前・孔徳・デジタルメディアシティ・鷹岩方面 |
| 下り | 6号線 | 泰陵入口・花郎台・新内方面                     |

## 利用状況
近年の一日平均利用人員推移は下記のとおり。なお、6号線の2000年は開業日の8月7日から12月31日までの147日間の平均である。
| 路線       | 路線     | 2000年 | 2001年 | 2002年 | 2003年 | 2004年 | 2005年 | 2006年 | 2007年 | 2008年 | 2009年 | 出典  |
| ---------- | -------- | ------ | ------ | ------ | ------ | ------ | ------ | ------ | ------ | ------ | ------ | ----- |
| 京元電鉄線 | 乗車人員 | 6,737  | 19,037 | 17,319 | 17,259 | 12,926 | 20,234 | 19,197 | 19,022 | 18,953 | 18,611 | [ 1 ] |
| 京元電鉄線 | 降車人員 | 7,217  | 17,866 | 18,953 | 20,436 | 14,039 | 20,995 | 19,578 | 19,294 | 19,012 | 19,194 | [ 1 ] |
| 京元電鉄線 | 乗降人員 | 13,954 | 36,903 | 36,272 | 37,695 | 26,965 | 41,229 | 38,775 | 38,316 | 37,965 | 37,805 | [ 1 ] |
| 6号線      | 乗車人員 | 6,234  | 10,827 | 13,225 | 14,578 | 14,458 | 14,704 | 15,331 | 15,071 | 14,997 | 14,566 | [ 2 ] |
| 6号線      | 降車人員 | 5,440  | 9,790  | 12,292 | 13,990 | 14,008 | 14,525 | 14,864 | 14,477 | 14,325 | 14,078 | [ 2 ] |
| 6号線      | 乗降人員 | 11,674 | 20,617 | 25,517 | 28,568 | 28,466 | 29,228 | 30,194 | 29,547 | 29,322 | 28,644 | [ 2 ] |
| 路線       | 路線     | 2010年 | 2011年 | 2012年 | 2013年 | 2014年 | 2015年 | 2016年 | 出典   |        |        |       |
| 京元電鉄線 | 乗車人員 | 18,033 | 18,153 | 18,049 | 18,449 | 18,312 | 17,871 | 17,358 | [ 1 ]  |        |        |       |
| 京元電鉄線 | 降車人員 | 19,034 | 19,263 | 19,108 | 19,578 | 19,357 | 18,933 | 18,464 | [ 1 ]  |        |        |       |
| 京元電鉄線 | 降車人員 | 37,067 | 37,416 | 37,157 | 38,027 | 37,669 | 36,804 | 35,822 | [ 1 ]  |        |        |       |
| 6号線      | 乗車人員 | 14,430 | 14,479 | 14,320 | 14,256 | 14,184 | 13,814 | 13,467 | [ 2 ]  |        |        |       |
| 6号線      | 降車人員 | 14,207 | 14,283 | 14,200 | 14,292 | 14,231 | 13,970 | 13,550 | [ 2 ]  |        |        |       |
| 6号線      | 乗降人員 | 28,637 | 28,762 | 28,520 | 28,548 | 28,415 | 27,784 | 27,017 | [ 2 ]  |        |        |       |

## 駅周辺
- 光云大学校
- 光云電子工業高等学校（朝鮮語版）
- 光云中学校（朝鮮語版）
- 南大門中学校（朝鮮語版）
- 光云初等学校（朝鮮語版）
- ソウル科学技術大学校
- ソウル仙谷初等学校（朝鮮語版）
- 石串高等学校（朝鮮語版）
- 城北青少年修練館
- 城北スポーツセンター
- 月渓3洞事務所
- ソウル産業大学校
- 牛耳川（朝鮮語版）

### 駅名の由来
城北区石串洞の石（석）と蘆原区月渓洞の渓（계）を合わせて、石渓（석계）となった。 

## 隣の駅
韓国鉄道公社
 京元電鉄線
急行・緩行
光云大駅 (119) - 石渓駅 (120) - 新里門駅 (121)
ソウル交通公社
 6号線
トルゴジ駅 (643) - 石渓駅 (644) - 泰陵入口駅 (645)